# Kreuztalviadukt
Das Kreuztalviadukt, auch bekannt als Krocksteinviadukt, im Harz ist eine 99 m lange, knapp 30 m hohe, eingleisige Eisenbahnbrücke der Rübelandbahn (vormals Harzbahn) bei Rübeland im Landkreis Harz, Sachsen-Anhalt.

## Geographische Lage
Das Viadukt liegt im Unterharz im Naturpark Harz/Sachsen-Anhalt. Es befindet sich etwa 1 km östlich von Rübeland. Es überspannt das Kreuztal, ein Nebental des Bodetals, und die B 27.

## Geschichte und Beschreibung

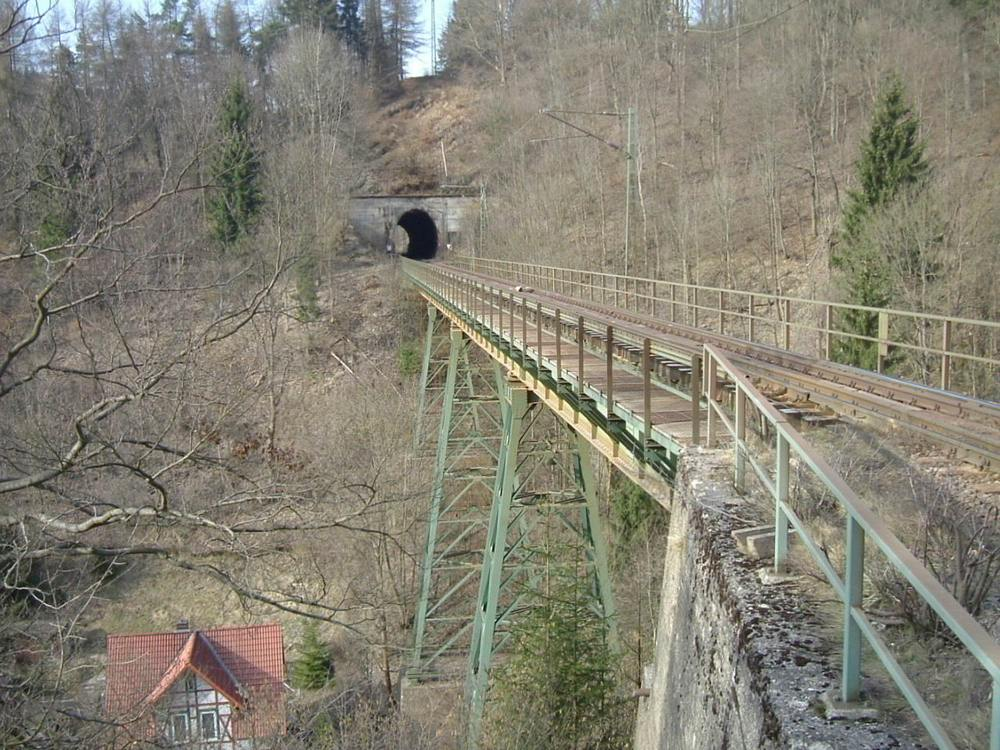
Blick in Richtung Rübeland auf den Nebelholztunnel

Das Krocksteinviadukt entstand in den Jahren 1930/31 im Rahmen des Neubaus des Streckenabschnittes Hüttenrode–Rübeland der Rübelandbahn. Es handelt sich um eine Gerberträgerbrücke mit vier Feldern auf drei Mittelstützen. Die Mittelfelder sind zwischen 23 und 27 m breit. Die Brücke gilt als größte Eisenbahnbrücke des Harzes. In Richtung Hüttenrode beträgt die Fahrbahnneigung 2,85 %. Die Brücke liegt zwischen zwei Tunneln: In Richtung Rübeland schließt sich der 90 m lange Nebelholztunnel an, in Richtung Hüttenrode der Tunnel Krumme Grube mit einer Länge von 307 m.